# Siberia (film 2018)
Siberia è un film del 2018 diretto da Matthew Ross.

## Trama
Il film ruota attorno al personaggio di Lucas Hill, interpretato da Keanu Reeves, un uomo d'affari americano che viaggia in Siberia per vendere diamanti blu di dubbia provenienza. Arrivato nella città remota di Mirny, Lucas scopre che il suo partner è sparito insieme ai diamanti, lasciandolo con un carico di diamanti falsi.
Nel tentativo di recuperare i diamanti e scoprire cosa è successo al suo socio, Lucas inizia a indagare nel sotterraneo mondo del traffico di diamanti. Nel frattempo, si innamora di Katya, una giovane donna russa che gestisce un caffè nella città. I due iniziano una relazione appassionata.
Mentre Lucas continua la sua ricerca dei diamanti rubati, affronta pericolosi traffici, corruzione e tradimenti. Intrappolato in una spirale di violenza e inganno, cercherà di salvare la sua vita e riscattare se stesso.